# Железнодорожная катастрофа 1815 года
Филадельфийская железнодорожная катастрофа произошла 31 июля 1815 года в графстве Дарем (Англия) близ деревни Филадельфия, когда из-за взрыва паровоза погибло 13 или 16 человек. Первый в мире зафиксированный взрыв котла, а также одна из первых в мире железнодорожных катастроф.
Катастрофа произошла во время демонстрации паровоза «Механический путешественник», созданного под руководством инженера Уильяма Брунтона (William Brunton; 1777—1851). На предыдущих испытаниях паровоз развивал скорость около 4 км/ч, однако инженер выразил надежду, что он сумеет поднять скорость за счёт поднятия давления пара в котле. При скоплении народа в ходе испытательной поездки на паровозе взорвался котёл, который полностью уничтожил паровоз и убил на месте нескольких наблюдателей.
В некоторых источниках эту катастрофу не относят к железнодорожным, так как она произошла не на магистральной железной дороге. Ряд источников первой жертвой на железной дороге называют Уильяма Хаскиссона, погибшего в 1830 году.
По количеству жертв эта катастрофа считалась крупнейшей до версальских событий 1842 года. В Великобритании по количеству жертв её превзошла только железнодорожная катастрофа в Клейтонском туннеле, случившаяся в 1861 году.